# The Dude
The Dude je monitorovací software pro platformu Microsoft Windows od společnosti MikroTik. Slouží pro monitorování stavu dostupnosti síťových služeb. 

## Některé vlastnosti
- k dispozici zdarma
- automatické mapování sítě a vytváření schémat
- analýza jakéhokoli zařízení jakéhokoli typu či značky
- monitoring zařízení a upozornění
- snadná instalace a používání
- podpora monitorování zařízení skrze protokoly SNMP, ICMP, DNS a TCP (pokud to zařízení podporují)
- přímý přístup do nástrojů pro správu ke správě zařízení
- podpora vzdáleného serveru Dude a místních klientů
- běh podporován v prostředí Linux Wine, MacOS Darwine a Microsoft Windows